# Cesare Biseo
Cesare Biseo (18 mai 1843 - 23 janvier 1909) est un peintre italien connu principalement pour ses thèmes orientalistes.

## Biographie
Cesare Biseo est né à Rome, dans une famille originaire de Brescia. Fils du peintre Giovanni Battista Biseo, Cesare se forme auprès de son père. Il commence à travailler en réalisant principalement des peintures décoratives dans des maisons. 
C'est ainsi que, de 1868 à 1870, Biseo est invité par le vice-roi d'Égypte — le Khédive — à se rendre en Alexandrie, pour y décorer son palais. En réalisant sur place de nombreuses esquisses, ce voyage permet à Cesare Biseo de découvrir des sujets qui vont nourrir ses futurs travaux de peinture. 
Plus tard, en 1875, il retourne dans le monde musulman, en compagnie de Stefano Ussi et Edmondo De Amicis. Ce voyage fut motivé par l'ouverture de la première ambassade italienne au Maroc, ambassade auprès du sultan Moulay el Hassan. 

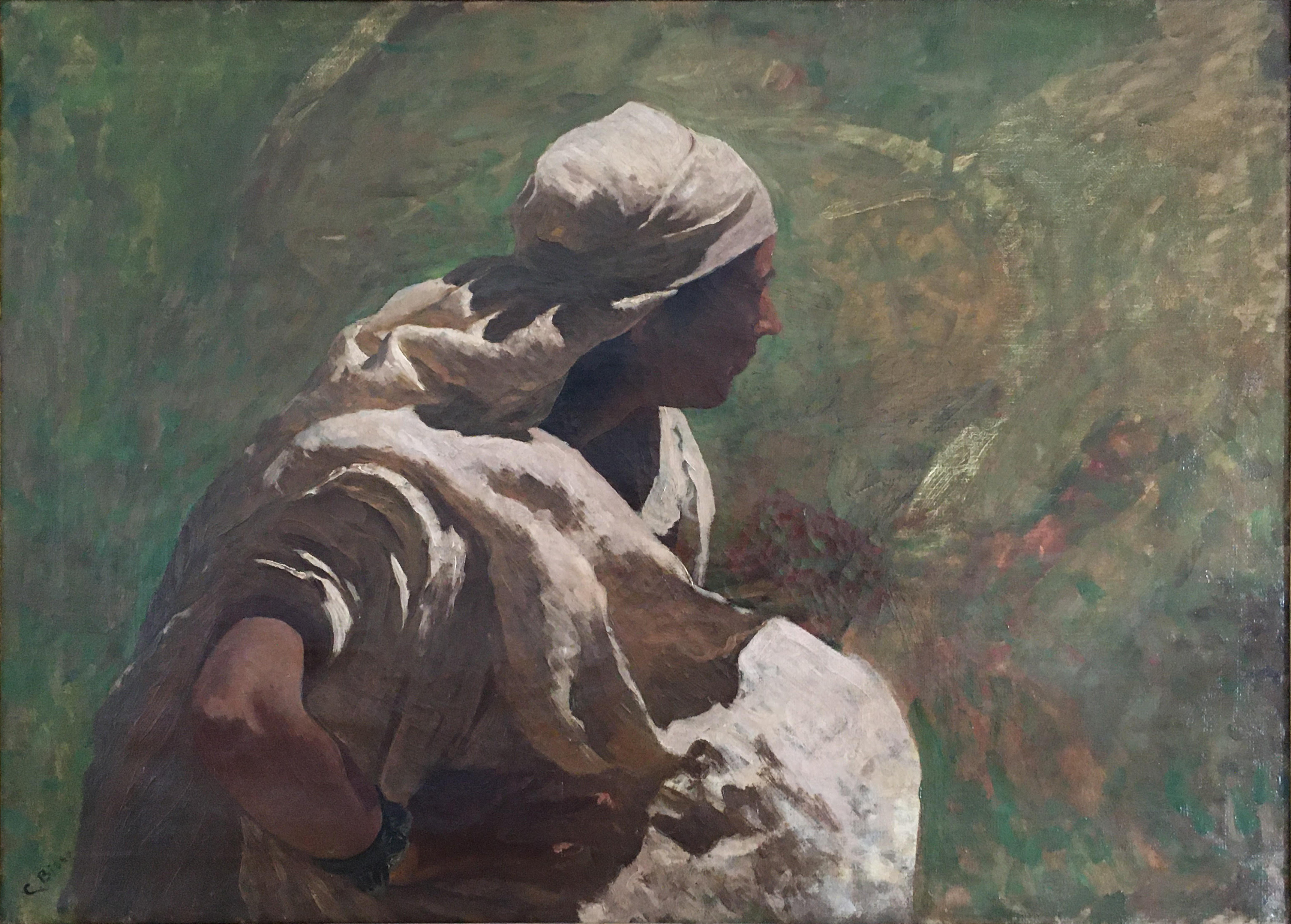
« Jeune homme » par Cesare Biseo, 77 x 58, date inconnue.

Plus tard, avec De Amicis, Biseo publie un livre sur leurs observations au Maroc. L'ouvrage fut édité par les frères Treves, de Milan. Lors de la Mostra di Venezia de 1887, il expose des aquarelles intitulées : Ricordi de Cairo. Puis, il illustre l'édition de 1882 de l'ouvrage Constantinople d'Edmondo De Amicis. Alberto Brambilla de l'Université de la Sorbonne écrit que cette édition « contribuera à façonner l'imaginaire européen à propos de la ville  d'Istanbul et l'Orient en général ».
Des œuvres de Biseo intègre les musées italiens dès les années 1890,. 
Cesare Biseo décède à Rome le 23 janvier 1909.

## Muséographie
Des œuvres de Cesare Biseo sont exposées aux Pays-Bas, Rijksmuseum Amsterdam, aux USA, National Galery of Art et Smithsonian American Art Museum, (Washington DC), et en Italie, Galleria Nazionale d'Arte Moderna (Rome) et Gallerie Ricci Oddi (Piacenza).

## Travaux

### Illustrations

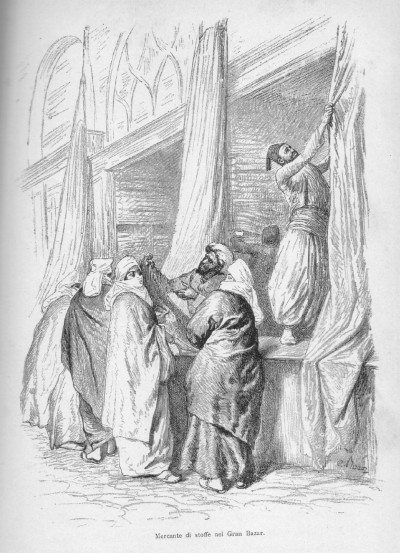
Dolap, dessin de Biseo extrait du « Constantinople De Amicis (édition 1882)
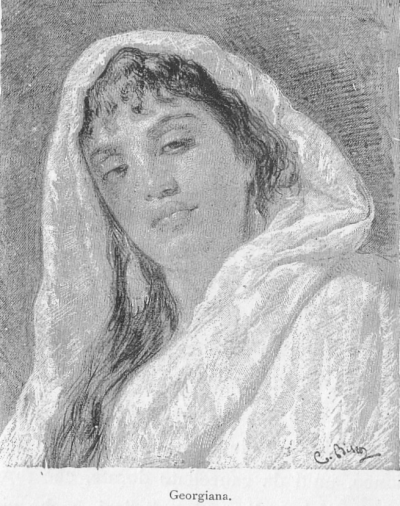
Femme géorgienne, par Biseo, extrait du « Constantinople » de De Amicis (édition 1882)

### Peintures
- Chamelier dans le désert, 1870
- Offrande au Zakat, 1870
- Impressions du Caire, 1870
- Rue dans une ville arabe, 1870
- Favorites dans le parc, 1870
- Danseuse orientale, 1876 (huile sur panneau, 35 x 25 cm)
- Le fumeur de narguilé, date inconnue

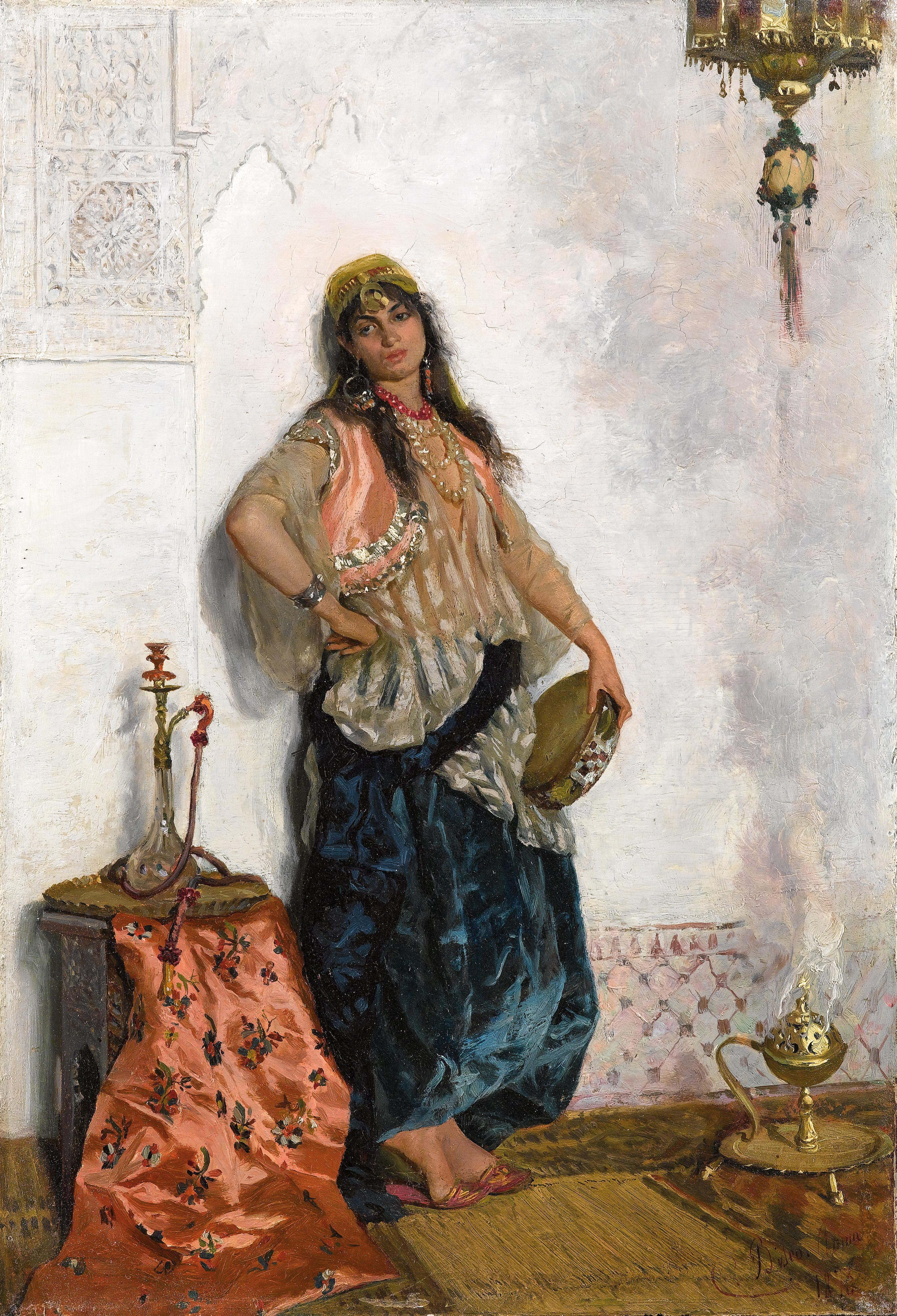
Danseuse orientale, 1876
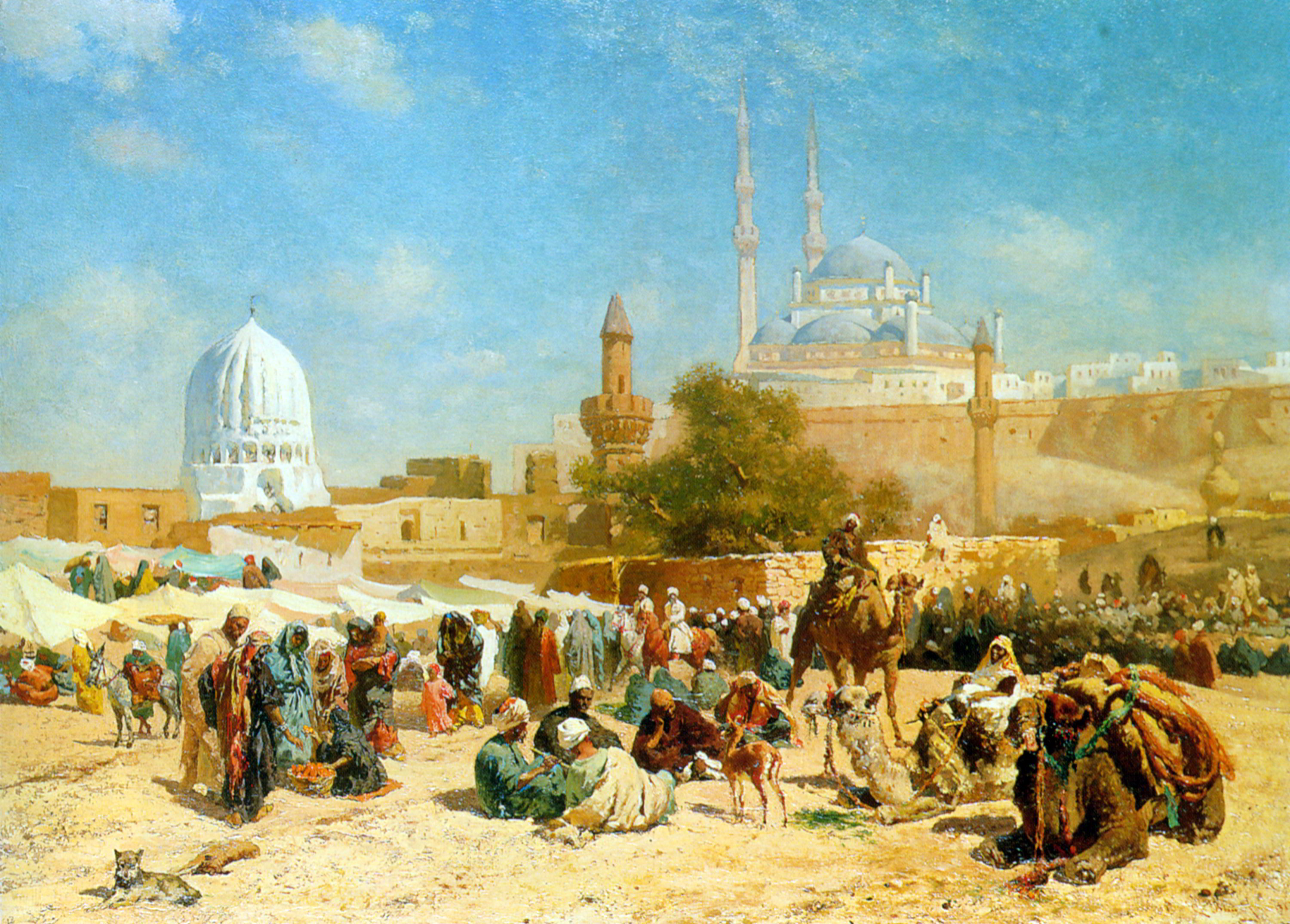
En dehors du Caire, v. 1870
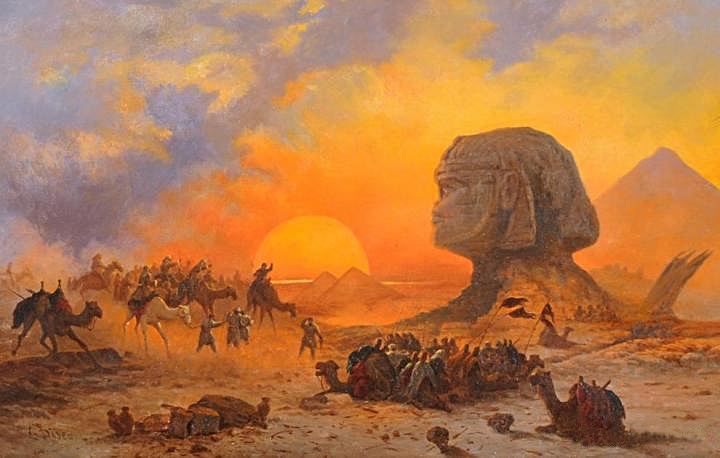
Une caravane bédouine aux pieds du Sphinx, date inconnue
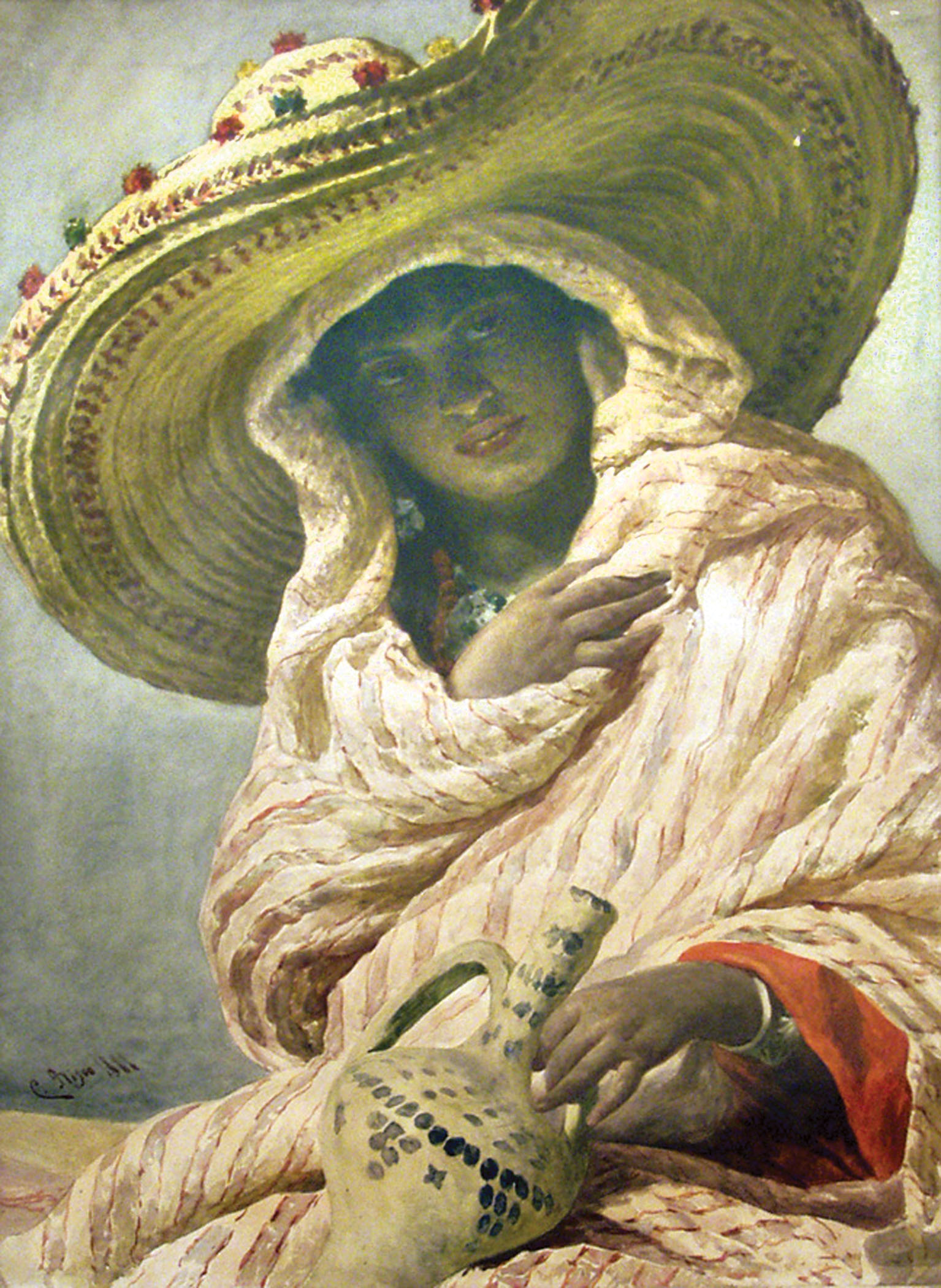
Una giovane marocchina, [Une jeune marocaine], 1881
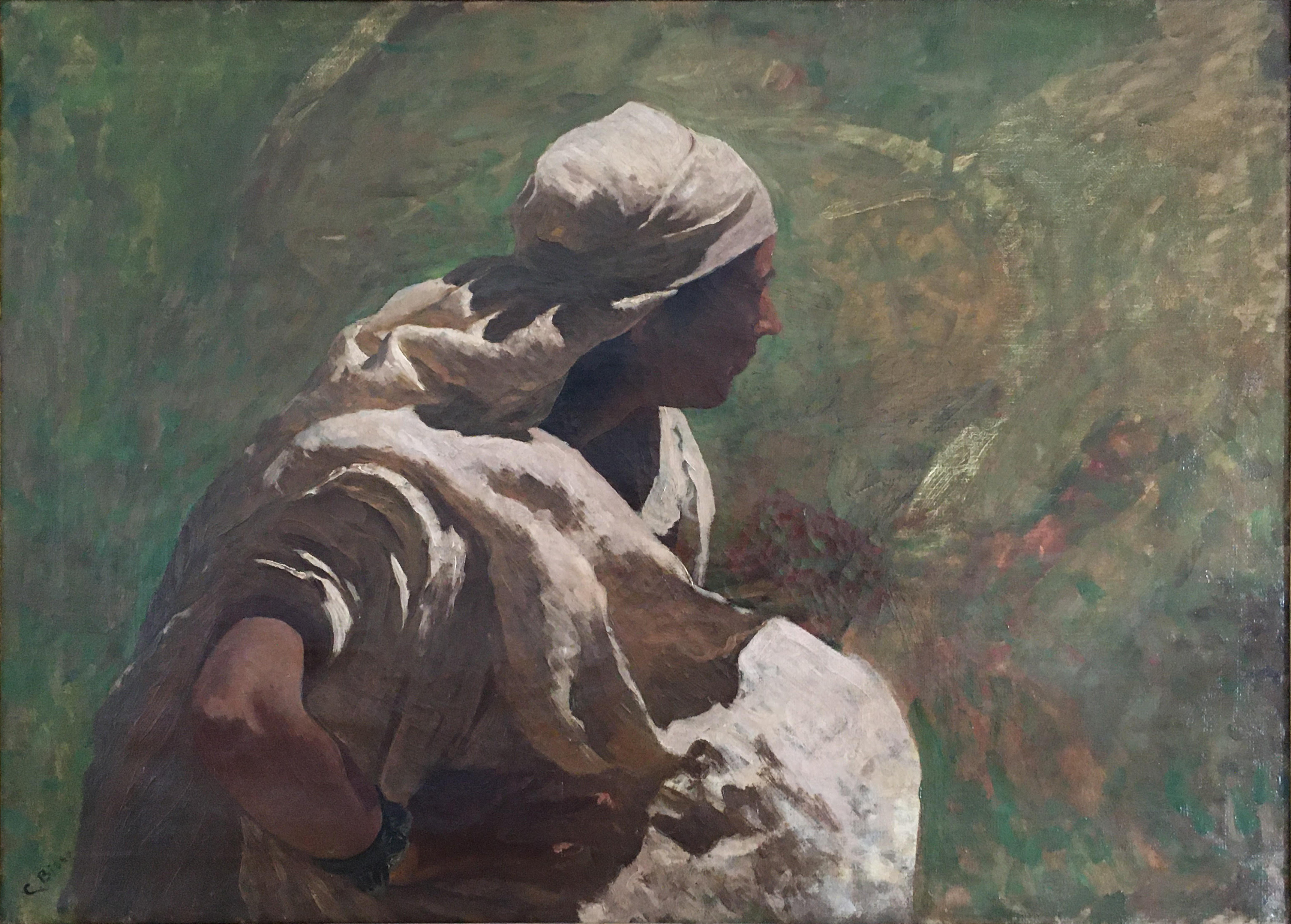
Jeune marocain (date inconnue, 77 x 58)

## Voir également
- Liste des artistes orientalistes
- orientalisme